# Escriptura yugtun

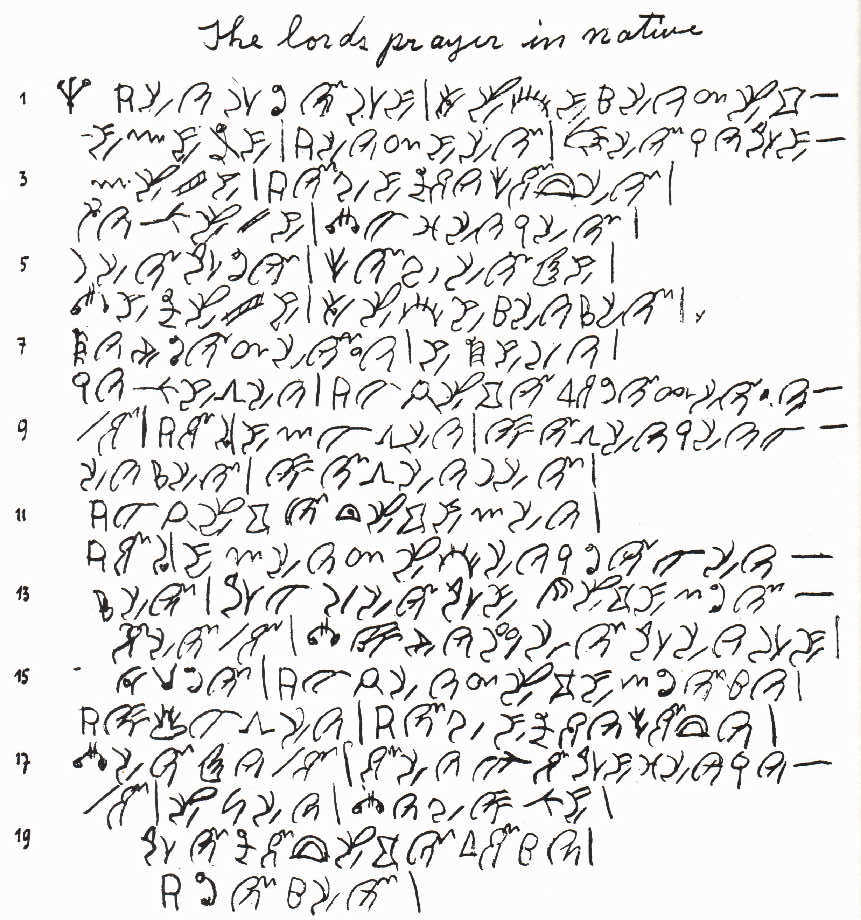
El Parenostre en escriptura yugtun.

L'escriptura yugtun o escriptura d'Alaska és un sil·labari creat al voltant de l'any 1900 per Uyaquq per escriure el yupik de l'Alaska central. Uyaquq, que era monolingüe en Yupik, inicialment va utilitzar pictogrames indígenes com a forma de protoescriptura que servia com a mnemotècnica en la predicació de la Bíblia. Tanmateix, quan es va adonar que això no li permetia de reproduir les paraules exactes d'un passatge tal com ho fa l'alfabet llatí per als missioners de parla anglesa, ell i els seus ajudants el van desenvolupar fins que esdevingué completament un sil·labari. Tot i que Uyaquq mai aprengué ni anglès ni l'alfabet llatí, el van influir ambdós. La síl·laba kut, per exemple, s'assembla a la forma cursiva de la paraula "good" (bé) de l'anglès.